# 饒鼐
饒鼐（16世紀—1643年1月26日），字象台，南直隸寧國府旌德縣招坊人，明朝政治人物。

## 生平
饒鼐是天啟元年（1621年）辛酉科應天鄉試第一百四十三名舉人，崇禎十四年（1641年）授蒲台知縣，當時朝廷以修城郭、練民兵、儲糗糧、備戎器四事考課，他得考績第一，十五年（1642年）十二月清朝軍隊攻至，有人勸他躲避，他卻持劍發誓留守，留下遺書給家人：「吾父子世受國恩，義不苟免，惟殉孤城與俱存亡而已。」又激勵士眾登城固守，城破後他穿好官服堂皇坐下，不屈而死，御史旌表稱「蒲臺烈尹」，乾隆七年（1742年）奉詔建坊，入祀忠孝祠。

## 引用
1. 1 2  民國《旌德縣志·卷八·人物》：饒鼐，字象台，震元子，招坊人，天啟辛酉舉人，崇正十四年除山東濟南府蒲臺知縣，未期年兵圍城急，或促之避，鼐仗劍自誓，遺書家人曰：「吾父子世受國恩，義不苟免，惟殉孤城與俱存亡而已。」城陷死之，同時與難者庠生王晉、饒見可，御史旌曰：「蒲臺烈尹」，國朝乾隆七年奉詔建坊，崇祀忠孝祠。 見省志、府志
2. ↑  乾隆《蒲台縣志·卷二》：饒鼐，南直旌德人，崇禎十四年由舉人任，是時朝旨以修城郭、練民兵、儲糗糧、備戎器四事課，有司殿最鼐，受任奉職不懈居，無何大清兵南下，鼐激厲士眾登陴固守，及城破朱衣坐，堂皇不屈死之，時壬午十二月七日也。